# Tachigali versicolor
Espèce
Synonymes
- Tachigalia versicolor Standl. & L.O.Williams[2]

Tachigali versicolor, l'arbre suicidaire, est une espèce de plantes à fleurs dicotylédones de la famille des Fabaceae et de la sous-famille des Caesalpinioideae. C'est un arbre originaire d'Amérique centrale et d'Amérique du Sud.

## Répartition
Ce sont des arbres que l'on trouve du Costa Rica, en passant par le Panama et jusqu'à l'ouest de la Colombie.

## Reproduction
L'espèce est monocarpique, c'est-à-dire qu'elle ne fleurit qu'une seule fois dans son cycle de vie, d'où le nom commun d'« arbre suicidaire ».
Tachigali versicolor ne se reproduit qu'une seule fois dans sa vie, une fois l'arbre adulte. Pendant l'année de la floraison, cet arbre  meurt rapidement, après avoir épuisé toutes ses réserves dans la reproduction, et tombe. Ce trait a d'abord été remarqué par le botaniste américain, Robin Foster, en 1970, alors qu'il travaillait au Panama. Le botaniste brésilien, Carlos Roberto Fonseca, a signalé qu'une autre espèce de ce même genre, Tachigali myrmecophila, est aussi monocarpique à laquelle les arbres sont exposés. On a constaté que le cycle de  reproduction (et la mort) se reproduit, dans l'ensemble, tous les quatre à six ans ; si une floraison intervient une année donnée, elle ne se produit plus au cours des trois à cinq années suivantes. Lors d'études menées dans l'île Barro Colorado au Panama, on a observé des floraisons en 1970, 1974, 1978, 1983, 1984, 1989 et 1994. Malgré la nature « suicidaire » de leur stratégie de reproduction, ils ne semblent pas stocker plus de nutriments dans l'ensemble de leurs graines que d'autres arbres similaires. Cette stratégie, apparemment inadaptée, semble très efficace pour le maintien des populations de l’espèce ; lorsque l'arbre-père meurt, il crée dans la canopée une lacune qui favorise la croissance des jeunes plants. Cette stratégie se retrouve aussi chez quelques espèces de grands palmiers comme Tahina spectabilis ou Corypha umbraculifera.
La floraison a lieu entre les mois de janvier et de juillet, et dure de 6 à 12 semaines selon les individus. Les fruits sont gros, le vent disperse les samares et souvent celles-ci tombent à plus de 100 mètres de l'arbre-père. Les graines, qui pèsent environ un demi-gramme, sont souvent consommées par des perroquets lorsqu'elles sont encore sur l'arbre  et par des rongeurs et des pécaris lorsqu'elles sont tombées au sol. Elles sont également parasitées par des bruches (telles que Amblycerus tachygaliae) et par des champignons. Les graines n'ont pas de dormance et germent de la fin avril à début mai. Les plants tolèrent l'ombre et peuvent survivre pendant de nombreuses années dans le sous-bois en attendant que se forme une lacune dans la canopée. Les semis ont plus de chances de survivre sous le couvert d'autres Tachigali versicolor  que sous des arbres d'autres espèces. Pendant les deux mois qui suivent la germination, ceux qui poussent à l'ombre sont plus susceptibles de survivre car il y a moins de pâturage dans l'ombre. Après deux mois à la lumière des lacunes, ils sont plus susceptibles de survivre. Chaque arbre produit environ 50 000 graines dont 30 % germent et 5 % survivent plus de deux ans. Si les conditions de lumière changent, les jeunes plants sont en mesure de s'adapter rapidement à de nouvelles conditions par la croissance de nouvelles feuilles qui sont particulièrement bien adaptées à la quantité de lumière. 
Comparé à d'autres arbres monocarpiques qui poussent dans des environnements similaires, Tachigali versicolor  a des capacités relativement élevées de germination, une très bonne aptitude pour la dispersion, une grande flexibilité pour la gestion de la photosynthèse, et une bonne adaptation à la survie de ses plantules dans le sous-bois ombragé pendant la première année de croissance.

## Écologie
Les fourmis coupeuses de feuille Atta ne récoltent pas les feuilles de l'arbre suicidaire, sans doute parce que ses feuilles contiennent des substances anti-fongiques qui peuvent tuer le champignon dont elles dépendent pour digérer les feuilles.

### Symbiose
Comme la plupart des espèces de la famille des Fabaceae , Tachigali versicolor a une relation symbiotique avec des bactéries pour la fixation de l'azote. Les bactéries, que l'on trouve dans les nodosités racinaires de ces arbres, sont du genre Bradyrhizobium.

## Dans la fiction et les œuvres d'art
- Le roman L'arbre-monde (The Overstory, 2018) de Richard Powers évoque l'arbre suicidaire (Tachigali versicolor) à l'occasion d'une conférence donnée par Patricia Westerford, l'une des principales protagonistes du récit.

## Utilisation

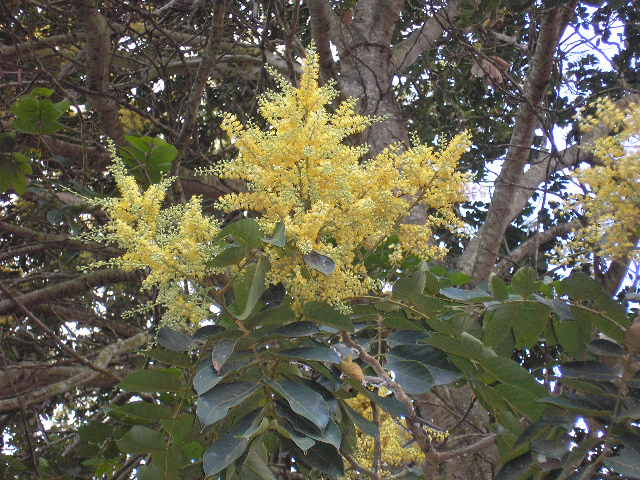
inflorescence.

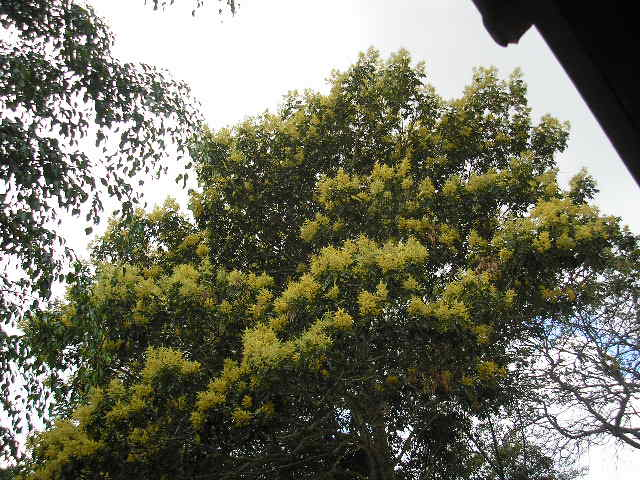

Les peuples autochtones du bassin de l'Amazone utilisent un extrait de l'arbre pour traiter les infections fongiques de la peau, mais ils utilisent également le bois de cet arbre comme bois d'œuvre.